# Winok Seresia
Winok Seresia is een Belgisch muzikant en producer actief in de wereld van de kindermuziek of "kidspop".

## Levensloop
Tijdens zijn jeugd zat Seresia op internaat. In 1991 studeerde hij af aan de Brusselse Kunsthumaniora in de richting Woordkunst-Drama. Vervolgens studeerde hij drums en piano aan de Jazz Studio Antwerpen. Hij startte verschillende projecten, zo richtte hij Bamski Vanfare, The Belgian Afro Beat Association en Wawadadakwa op.
In 2004 startte Seresia zijn project Kapitein Winokio. Het project legt zich toe op het brengen van traditionele kinderliedjes in een hedendaagse uitvoering. Seresia draagt tijdens zijn optredens doorgaans een zeemanspet. Hij brengt en produceert de kindernummers met vele bekende Vlaamse en Nederlandse artiesten. Kapitein Winokio treedt op voor publiek en publiceert cd's en boeken.
Op 7 januari 2011 kreeg Seresia brede erkenning in Vlaanderen door de voor de eerste keer toegekende MIA voor kidspop te winnen.

## Discografie[6][7]

### Albums
- Wawadadakwa - Voor Mama (2000)
- Wawadadakwa - ABCD (2001)
- The Belgian Afro Beat Associoation - The King Is Among Us (percussie, 2003)
- Kamino - Men Leave Women Go Crazy (percussie, 2003)
- Wawadadakwa - W.A.F. (2005)

Zie Kapitein Winokio voor disco- & bibliografie van dit project.

### Singles
- Wawadadakwa - Emilio (1999)
- Lickin' Shot - Get Up & Do It (bas, 2001[8])
- D'Stephanie ft Philippo - Future Warrior (gitaar, 2005)